# Anomaloglossus triunfo
Anomaloglossus triunfo är en groddjursart som först beskrevs av Barrio-Amorós, Fuentes-Ramos och Gilson Rivas-Fuenmayor 2004.  Anomaloglossus triunfo ingår i släktet Anomaloglossus och familjen Aromobatidae. IUCN kategoriserar arten globalt som otillräckligt studerad. Inga underarter finns listade i Catalogue of Life.